# Brian Robson
Brian Robson (* Juni 1945) ist ein britischer Autor, der vor allem durch seine spektakuläre Selbstverschickung in einer Kiste von Australien nach Großbritannien im Jahr 1965 bekannt wurde.

## Leben
Robson wuchs im walisischen Cardiff auf und arbeitete später als Busfahrer. 1964 verließ er mit 18 Jahren Cardiff, um an einem australisch-britischen Auswandererprogramm teilzunehmen. Er wanderte nach Australien aus, wo er ein halbes Jahr als Fahrkartenkontrolleur bei Victorian Railways arbeitete. Er verbüßte eine fünfmonatige Haftstrafe wegen Betruges, bevor er in Melbourne in einer Papiermühle Arbeit fand. Robson konnte sich an das Leben in Australien nicht gewöhnen und bekam nach kurzer Zeit extremes Heimweh. Er konnte Australien allerdings nicht verlassen, weil er sich eine Rückreise nicht leisten konnte. Außerdem hatte er Schulden bei der australischen Regierung, die die Kosten für den Hinflug vorgestreckt hatte. Alleine der Rückflug kostete damals 700 bis 800 Pfund, er verdiente allerdings pro Monat nur 30 Pfund.
Er schlich sich auf ein Schiff nach Großbritannien, allerdings wurde er direkt seekrank und dadurch entdeckt. Man setzte ihn in Neuseeland ab und brachte ihn wieder nach Australien. Dort wurde er zu einer Gefängnisstrafe von drei Monaten verurteilt.

## Selbstverschickung
Als Robson wieder arbeitete, entdeckte er eine Werbeanzeige des Logistikunternehmens Pickfords. Pickfords hatte ein großes Schild mit der Aufschrift We move anything anywhere (deutsch: Wir transportieren alles, wohin auch immer). Er dachte sich, dass das Unternehmen auch ihn nach London transportieren könne. Er kaufte daraufhin eine Holzkiste mit den Maßen von ca. 91 × 76 × 97 Zentimetern und wollte sich in der Kiste von Melbourne über Sydney nach London verschicken.
Robson fand zwei irische Freunde, die ebenfalls bei Victorian Railways arbeiteten. Sie halfen ihm bei seinem Plan. Sie behaupteten gegenüber dem Logistikunternehmen, in der Kiste befände sich ein sehr teurer Computer. Außerdem brachten sie ein Schild an der Kiste an, das zeigte, wie die Kiste stehen musste, damit Robson nicht über Kopf lag. In der Kiste waren neben Robsons Koffer ein kleiner Hammer, ein Kissen, Kekse, ein Liter Wasser, eine Urinflasche, ein Buch mit Beatles-Liedern und eine Taschenlampe. Wegen des Koffers in der Kiste konnte er sich nicht bewegen. Vor der Abreise nahm Robson keine Speisen mehr zu sich, um Stuhlgänge während der Reise zu vermeiden. Er wurde nun mit einem Lastwagen zum Flughafen gebracht. Seine Reise sollte 36 Stunden dauern.
Die Reise verlief nicht wie geplant. Robson wurde zwar nach Sydney geflogen, dort gab es allerdings bei der Umverladung, die eigentlich nur eine Stunde dauern sollte, Probleme, wodurch seine Transportkiste 22 Stunden in Sydney stand. Dort wurde der Zettel missachtet und man stellte die Kiste falsch herum ins Lager. Robson konnte sich nicht drehen und musste 22 Stunden über Kopf ausharren.
Beim Weiterflug wurde das Paket nach Los Angeles umgeleitet. Robson hatte beim Flug Hitze- und Kälteattacken und wurde mehrmals bewusstlos. Nach insgesamt drei Tagen Reise kam er in Los Angeles an. Er konnte sich nicht selbst aus der Kiste befreien und schaltete seine Taschenlampe an, was einen Mitarbeiter stutzig machte. Der Mann schaute durch ein kleines Loch in der Kiste und sah Robson. Der Mann flüchtete vor Schreck. Er holte seine Kollegen dazu, mit denen er 30 Minuten später zurückkam. Sie gingen erst von einem Leichenfund aus, allerdings bemerkten sie bei einem zweiten Blick in die Kiste, dass Robson lebte, und befreiten ihn aus der Holzkiste, in der er 92 Stunden verbracht hatte. Robson konnte nicht mehr sprechen und war so durchgefroren, dass er sich nicht bewegen konnte. Neben einem Krankenwagen wurden auch der Sicherheitsdienst des Flughafens, das FBI und die CIA gerufen.
Er wurde in die Gefängnisstation eines Krankenhauses gebracht, in dem er mehrere Tage behandelt wurde. Er hatte zunächst keine Kontrolle über seine Gliedmaßen mehr, trug aber keine bleibenden Schäden davon. Australische Abgeordnete bezeichneten ihn als nutzlosen Menschen, von den australischen Behörden wurden jedoch keine weiteren rechtlichen Schritte eingeleitet. Er wurde von den amerikanischen Behörden verhört, da man vermutete, er könne ein ausländischer Spion sein. Dies wurde allerdings sehr schnell ausgeschlossen. Man überlegte, ihn nach Australien zurückzufliegen, entschied aber stattdessen, ihn nach Großbritannien zu bringen. Die Fluggesellschaft Pan Am schenkte ihm ein Erste-Klasse-Ticket, und am 18. Mai 1965 landete Robson in London.
Ein Sprecher der Einwanderungsbehörde Australiens sagte, eigentlich habe es den Plan gegeben, Robson aufgrund seiner schlechten Leistungen und seiner schlechten Zukunftsperspektive eine kostenfreie Rückführung nach Wales anzubieten. Allerdings habe er sich nach Verbüßung seiner Haftstrafe nicht bei der Behörde gemeldet und das Land schon verlassen, bevor ihm die Entscheidung mitgeteilt werden konnte.

## Späteres Leben
Er ließ sich wieder in Wales nieder und eröffnete eine Ladenkette. 2020 suchte er öffentlich seine damaligen Freunde, Paul und John, die ihm bei der Aktion geholfen hatten. Er fand beide. Einer der beiden lebt in Irland, der andere in Neuseeland. Rückblickend bewertete Robson seine Selbstverschickung als Dummheit und sagte: „Wenn meine Kinder das probieren würden, würde ich sie umbringen.“
2021 veröffentlichte er sein Buch The Crate Escape über dieses Erlebnis, das später verfilmt wurde.

## Veröffentlichung
- Brian Robson: The Crate Escape. Austin Macauley Publishers, Chicago 2021, ISBN 978-1-5289-8966-4, OCLC 1247660564.